# Drissa Touré
Drissa Touré né le 24 octobre 1952 à Banfora, au Burkina Faso, est un réalisateur, producteur et directeur du festival burkinabé "Film du monde rural" .

## Biographie
Drissa Touré est né le 24 octobre 1952 à Banfora, une ville du sud-ouest du Burkina Faso. Pendant qu'il faisait du Taxi au FESPACO, il fait la connaissance de Ousmane Sembène qui devient sa source d'inspiration à faire aussi du cinéma. Il apprend les techniques cinématographiques à ATRIA à Paris en France, et reste quand même un cinéaste autodidacte.
Sa carrière débute avec plusieurs courts métrages entre 1981 et 1988. Il se révèle au public grâce à son premier long métrage "Laada'' en 1991, suivi de "Haramuya" en 1995, accueillis en sélection officielle dans la catégorie un certain regard, au Festival de Cannes puis en au FESPACO en 2023,,,.
En 2025, il sort un nouveau long métrage, "Mousso fariman", qu'il a co-réalisé avec Stéphane Mbanga. Ce film est présenté en avant-première au festival international de Rotterdam.

## Distinctions
- 2023: Trophée d’honneur du Festival international du cinéma africain de Khouribga[11]
- 2019: Officier des ordres de mérites burkinabé[12]

## Filmographie

### Court métrage
- 1982: Le Sort
- 1983: Je suis productif
- 1984: Nasabule
- 1985: La fête pascale
- 1988: La ballade de la mouette
- 2003: Que mon père revienne
- 2013: La loi de Moïse

### Long métrage
- 1991: Laada
- 1995: Haramuya
- 2025: Mousso fariman

### Participation
- 2023: Le taxi, le cinéma et moi